# Sita Buzăului
Sita Buzăului is een Roemeense gemeente in het district Covasna.
Sita Buzăului telt 4827 inwoners.
De gemeente vormt een van de paar zuidelijke gemeenten van Covasna met een Roemeenstalige meerderheid. Ten noorden van de gemeente begint het Hongaarstalige Szeklerland.